# Anthurium treleasei
Anthurium treleasei är en kallaväxtart som beskrevs av Luis Aloysius, Luigi Sodiro. Anthurium treleasei ingår i släktet Anthurium och familjen kallaväxter. Inga underarter finns listade.